# Сио, Скотт
Скотт Сио (англ. Scott Sio, родился 16 октября 1991 года в Сиднее) — австралийский регбист, левый столб команды «Брамбиз» чемпионата Супер Регби, клуба «Канберра Вайкингс» Национального регбийного первенства Австралии и национальной сборной по регби.

## Семья
Скотт — сын известного самоанского регбиста Дэвида Сио, чья национальная сборная в 1991 году вышла в четвертьфинал чемпионата мира по регби, обыграв сенсационно Уэльс. Имя — сокращение от названия Шотландии в английском «Scotland», чья сборная стала противником самоанцев в четвертьфинале. В случае, если бы команда Самоа победила (а шотландцы в итоге взяли верх), Скотт мог получить имя Ману Самоа в честь самоназвания самоанской сборной по регби. Также у Скотта есть брат Патрик, который выступал во Франции за регбийный клуб «Стад Франсе»; сёстры Тина и Ана из женской команды регбийного клуба «Уаратаз» (Тина на позиции столба, Ана на позиции замка) и двоюродный брат Ферети Са’ага, столб команды «Мельбурн Ребелс».

## Клубная карьера
Скотт учился в грамматической школе имени Святой Троицы в Саммер-Хилл, Новый Южный Уэльс, где был капитаном и вице-капитаном сборной школы по регби в 2009 году. Участвовал в спортивно-развлекательном мероприятии RAW Challenge, что оказало своё влияние на желание Скотта далее совершенствоваться. Он выступал за школьную команду Нового Южного Уэльса и две школьные сборные Австралии. До 2012 года Скотт играл за любительские команды, дебютировав в сезоне Супер Регби 2012 года в составе «Брамбиз» матчем в Канберре против южноафриканского клуба «Шаркс». К 2015 году Скотт уже имел в своём активе 50 матчей в трёх сезонах Супер Регби, став твёрдым игроком основы клуба. Команда ценила его умения бороться в схватках за мяч и нести мяч при атаке.

## Карьера в сборной
В 2011 году на молодёжном чемпионате мира Дэвид Сио сыграл за австралийскую сборную. В 2013 году был вызван в сборную Австралии накануне турне британско-ирландской сборной «Львов» по Австралии и сыграл в серии за команду «Брамбиз». Благодаря игре Скотта впервые за 42 года «Львы» были побеждены австралийским клубом.
17 августа 2013 года состоялся дебют Скотта в сборной Австралии в матче против новозеландцев в Сиднее. На позиции левого пропа он сыграл и в решающей игре Чемпионата регби 2015 года против Новой Зеландии в стартовом составе — до этого он выходил на замену в играх против ЮАР и Аргентины. Вместе со Стивеном Муром и Секопе Кепу он составил мощный цемент австралийского нападения, который и принёс австралийцам успех в Чемпионате регби. На чемпионате мира 2015 года он сыграл шесть матчей на позиции столба в стартовом составе, пропустив из-за травмы локтя только полуфинал с аргентинцами — благодаря ему австралийцы неоднократно побеждали в схватках, став в итоге серебряными призёрами чемпионата мира и повторив своё достижение 12-летней давности.

## Статистика в Супер Регби
| Сезон | Клуб    | Игры | Стартовый состав | Замена | Минут | Попытки | Реализации | Штрафные | Дроп-голы | Очки | Жёлтые карточки | Красные карточки |
| ----- | ------- | ---- | ---------------- | ------ | ----- | ------- | ---------- | -------- | --------- | ---- | --------------- | ---------------- |
| 2012  | Брамбиз | 4    | 0                | 4      | 92    | 0       | 0          | 0        | 0         | 0    | 0               | 0                |
| 2013  | Брамбиз | 17   | 12               | 5      | 1024  | 1       | 0          | 0        | 0         | 5    | 1               | 0                |
| 2014  | Брамбиз | 15   | 15               | 0      | 994   | 1       | 0          | 0        | 0         | 5    | 0               | 0                |
| 2015  | Брамбиз | 13   | 13               | 0      | 824   | 1       | 0          | 0        | 0         | 5    | 0               | 0                |
| 2016  | Брамбиз | 16   | 14               | 2      | 781   | 1       | 0          | 0        | 0         | 5    | 0               | 0                |
| 2017  | Брамбиз | 7    | 5                | 2      | 313   | 0       | 0          | 0        | 0         | 0    | 0               | 0                |
| 2018  | Брамбиз | 12   | 12               | 0      | 685   | 0       | 0          | 0        | 0         | 0    | 0               | 0                |
| 2019  | Брамбиз | 9    | 5                | 4      | 362   | 0       | 0          | 0        | 0         | 0    | 0               | 0                |
| Итого | Итого   | 93   | 76               | 17     | 5075  | 4       | 0          | 0        | 0         | 20   | 1               | 0                |